# Ruská národní univerzita v Praze
Ruská národní univerzita, nebo též Ruská lidová univerzita (rusky Русский народный университет, zkr. RNU, někdy také Русский Свободный университет – Ruská svobodná univerzita) je někdejší vzdělávací instituce v Praze. Byla založena roku 1923 ruskými emigranty a exulanty, kteří z politických důvodů opustili Rusko. Cílem instituce byla pomoc ruským studentům studujícím na československých univerzitách a získání úplného vysokoškolského vzdělání mimo vlast.

## Historie

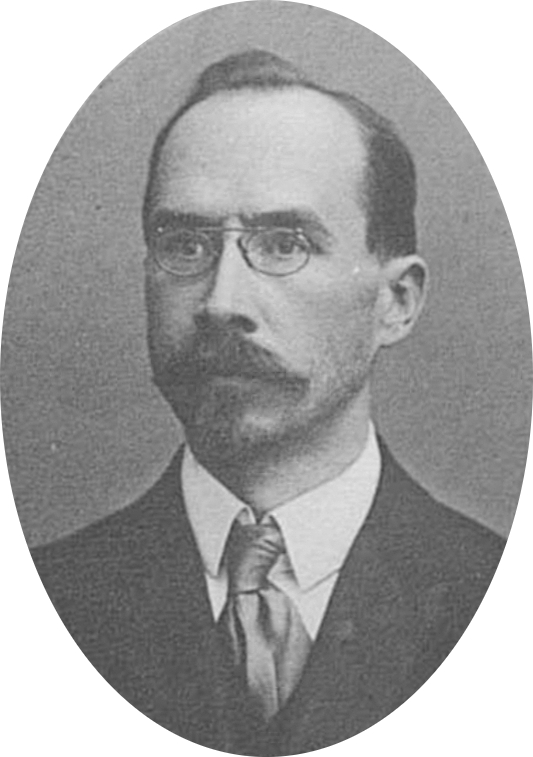
Michajil M. Novikov stál po 16 let v čele univerzity

Otevření univerzity předcházely velké přípravy skupiny ruských profesorů a veřejných osobností (např. P. I. Novgorodcev, M. M. Novikov, A. A. Kizeveter, A. S. Lomšakov ad.). Dne 11. října 1923 byly schváleny stanovy Ruské národní univerzity, kde byly zakotveny cíle školy, dále rozpočet a řídící a kontrolní orgány a dne 16. října 1923 byla škola oficiálně otevřena. V roce 1923 se ke studiu zapsalo asi 900 posluchačů.
V rámci „ruské akce“ s podporou prezidenta Masaryka vyčlenila československá vláda významné prostředky na materiální podporu vysokoškolských profesorů a studentů. Pro následné financování činnosti byla vytvořena „Společnost Ruské lidové univerzity“.
Ruská lidová univerzita byla otevřena na pražském Zemgoru (Sdružení ruských zemských a městských osobností v Československu) podle vzoru Moskevské lidové univerzity v Moskvě A. L. Šaňavského.
První univerzitní rada schválená Zemgorem měla složení:
- prof. M. M. Novikov, předseda představenstva a rady
- prof. J. A. Ljackij, zástupce předsedy
- doc. M. A. Zimmerman, Tajemník Rady a rady
- A. D. Klimuškin, obchodní ředitel a vedoucí oddělení speciálních kurzů
- prof. A. A. Kizeveter, vedoucí katedry historie a filozofie
- prof. J Polívka, vedoucí katedry československých studií
- prof. N. S. Timašev, vedoucí katedry sociálních věd
- ak. P. B. Struve
- prof. V. A. Isajev
- prof. Zdeněk Bažant
- prof. S. A. Ostrogorskij, vedoucí kulturního a vzdělávacího oddělení Zemgoru
- V. G. Archangelskij
- F. J. Machin
- M. L. Slonim
- A. V. Stojilov
- F. S. Mansvetov
- V. J. Gurevič, vedoucí ruského zahraničního historického archivu. Výkonným orgánem rady byla rada univerzity.

Mezi další profesory patřili: A. V. Florovskij, D. N. Vergun, I. I. Lappo, B. A. Evreinov, P. A. Ostrouchov, S. G. Puškarjov, P. B Struve, P. N. Savickij, S. N. Bulgakov, N. O. Losskij, I. I. Lapšin, J. A. Ljackij, A. L. Bem, S. J. Karcevskij, N. L. Okunev, V. I. Isajev, M. L. Slonim a další. Celkem 83 učitelů z ruských a českých vědců vyučovalo na pěti katedrách.
Vzdělávací aktivity byly rozděleny mezi katedry sociálních věd, historické a filozofické, přírodní vědy, aplikované vědy, Československá studia, speciální kurzy (cizí jazyky, stenografie apod.). Na konci roku 1924 došlo v rámci zjednodušení struktury školy ke sloučení některých kateder.
Řízení RNU vykonávalo Kuratorium, učitelská rada a valná hromada studentů. Studenti museli mít nejméně 17 let, platili školné, ale někteří studenti mohli být poplatku zproštěni.
Zvláště úspěšné byly jazykové kurzy, které pomáhaly emigrantům přizpůsobit se životu v nové zemi. Na půdě univerzity vznikla roku 1926 „filozofická společnost“  a v roce 1932 „pedagogická společnost“ (A. V. Žekulina). Od roku 1928 se začaly objevovat vědecké práce univerzity. Na podzim roku 1933 bylo na univerzitě založeno Ruské sdružení pro vědecký výzkum, které převzalo veškerou publikační činnost univerzity. 
V roce 1934 byla RNU přejmenována na Ruskou svobodnou univerzitu (RSU) a jako hlavní cíl školy byla vyhlášena výzkumnou činností. V letech 1933–1935 bylo z iniciativy posledního tajemníka L. N. Tolstého – V. F. Bulgakova na Zbraslavském zámku u Prahy zřízeno Ruské muzeum zahraniční kulturní historie. Činnost byla zahájena 25. září 1935 a byla zde soustředěna bohatá sbírka ruského umění z mnoha zemí světa (obrazy, starožitnosti, rukopisy, knihy atd.).
Počátkem roku 1942 byl na příkaz říšského zastupujícího protektora název univerzity změněn na Ruskou vědeckou akademií v Praze (Wissenschaftliche Russische Akademie Prag). Škola poté ještě pokračovala ve výuce do 19. června 1944, kdy okupační úřady činnost akademie pozastavily.
Poválečné pokusy P. A. Ostrouchova o obnovu činnosti v létě 1945  ztroskotaly na nedostatku finančních prostředků. Na likvidaci se pak podílela nepřátelská politika sovětských úřadů i nová komunistická vláda Klementa Gottwalda, zaměřené na pronásledování emigrantů. Do léta 1946 RSU téměř ukončila činnost a dne 2. března 1949 byla na základě žádosti P. A. Ostrouchova RSU vymazána ze seznamu škol.